# Sminthurides parvulus
Sminthurides parvulus är en urinsektsart som först beskrevs av Krausbauer 1898.  Sminthurides parvulus ingår i släktet Sminthurides, och familjen Sminthurididae. Arten är reproducerande i Sverige.